# ایستگاه راه‌آهن کنتیش تاون غربی
ایستگاه راه‌آهن کنتیش تاون غربی (انگلیسی: Kentish Town West railway station) یک ایستگاه راه‌آهن در لندن، انگلستان است که جزئی از خط شمال متروی زمینی لندن است.
این ایستگاه که در ناحیه کنتیش تاون قرار دارد در سال ۱۸۶۷ میلادی تأسیس شده‌است.